# محمود نجفی عرب
محمود نجفی‌عرب (زادهٔ ۱۳۳۰) مدیر ایرانی در عرصه صنعت دارو که در حال حاضر ریاست اتاق بازرگانی، صنایع، معادن و کشاورزی تهران را برعهده دارد. وی در دور دهم انتخابات اتاق بازرگانی، صنایع، معادن و کشاورزی تهران با کسب ۳۲ رأی از مجموع ۵۱ رأی، کرسی ریاست دوره دهم اتاق بازرگانی تهران را به دست آورد. وی در دور هشتم و نهم اتاق تهران ریاست کمیسیون اقتصاد سلامت را عهده‌دار بود.

## زندگینامه
محمود نجفی عرب، متولد سال ۱۳۳۰ در تهران است. تحصیلات ابتدایی تا دبیرستان را در حومه تهران و در پاکدشت گذرانده است و در سال ۱۳۴۹ مدرک دیپلم طبیعی خود را دریافت کرده است. وی پس از خدمت در سپاه ترویج و آبادانی، در سال ۱۳۵۲ در کنکور شرکت نمود و در رشته داروسازی دانشگاه تبریز پذیرفته شد.  
محمود نجفی عرب در هسته دانشجویان انقلابی دانشگاه تبریز فعالیت می‌کرد و در جریان این فعالیت‌ها مدت کوتاهی دستگیر و زندانی شد.
پس از پیروزی انقلاب اسلامی ایران، نجفی عرب به همراه چند تن دیگر در بنیانگذاری کمیته امداد نقش داشت. با تأسیس سازمان صنایع ملی ایران، عهده‌دار مدیریت این سازمان شد. این سازمان در جهت اجرای قانون حفاظت و توسعه صنایع ایران، با تصویب شورای انقلاب اسلامی، صنایع و کارخانه‌هایی را که صاحبان آن‌ها به نوعی وابسته به رژیم سابق بودند و یا از کشور متواری شده بودند، شناسایی می‌کرد.

## سوابق
محمود نجفی‌عرب از سال ۱۳۵۷، سمت‌های مختلفی را عهده‌دار بوده است:
- مدیرعامل کارخانه داروسازی الحاوی (۱۳۶۰)
- مدیرعامل داروسازی رازک
- مدیر گروه دارویی سازمان صنایع ملی ایران  (۱۳۶۴-۱۳۷۰)
- مدیر گروه دارو و غذا در سازمان صنایع ملی ایران
- مدیرعامل کارخانجات داروپخش (۱۳۷۳-۱۳۸۰)
- مدیرعامل شرکت سرمایه‌گذاری دارویی تأمین تی‌پی‌کو (۱۳۸۰-۱۳۸۴)
- مدیرعامل صنایع شیر ایران (۱۳۸۴-۱۳۸۹)
- پایه‌گذار احداث کارخانجات داروسازی ثامن مشهد، دانا تبریز، فارابی اصفهان، امین اصفهان، شهید قاضی تبریز [۳]